# Кіно-око
«Кіно-око» (рос. Кино-глаз) — радянський неігровий німий фільм, знятий режисером Дзиґою Вертовим та оператором Михайлом Кауфманом 1924 року. Експериментальна картина, в якій було закладено принципи вертівської кінодокументалістики (школа «кіноки»), викликала суперечливі відгуки від критиків та кінознавців.

## Сюжет
Фільм є серією коротких епізодів, яким передують титри-заголовки. Так, перша частина під назвою «У церковному святі, або Дія самогону на сільських баб» — це замальовка про стихійне народне гуляння з танцями під гармоніку. У двох наступних епізодах — «У сільських піонерів» та «У міських піонерів» — розповідається про те, як діти шкільного віку беруть участь у пропаганді кооперативного руху: вони відвідують ринки, порівнюють ціни на продукти у торговців-одинаків та кооператорів, розклеюють оголошення «Не давай купцям наживи, купуй в кооперативі!»
Невеликий розділ «Ранок у таборі» знайомить глядачів із побутом піонерів: вони живуть у наметах, вмиваються в річці, самі готують собі сніданок. Там же, на природі, створено «перукарню» для сільських жителів та паяльну майстерню, в якій хлопці ремонтують господарське начиння, що приносять селяни. В іншому епізоді показано будівництво та відкриття табору. Сюжети, що оповідають про життя піонерів, чергуються із замальовками, не пов'язаними з ними тематично: в одній із них китайський ілюзіоніст Чан-Гі-Уан прямо на вулиці демонструє фокуси з посудом та дротом; в іншій творці фільму багаторазово відтворюють стрибок у воду з вежі та за допомогою титрів звертають увагу на техніку спортсмена.

## Творча команда

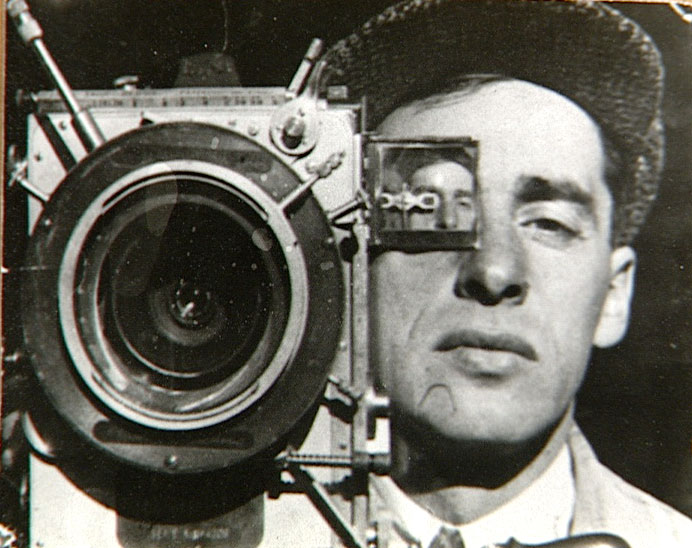
Оператор Михайло Кауфман

- Дзиґа Вертов — режисер (у титрах – кінорозвідник)
- Михайло Кауфман — оператор
- Єлизавета Свілова — монтажерка
- Абрам Кагарлицький — адміністратор

## Історія створення
Коли Дзиґа Вертов готував заявку на виробництво «Кіно-ока», він писав, що це буде перша у світі картина, знята без участі акторів, костюмерів, художників та гримерів; йому як режисеру не знадобляться студійні павільйони та декорації, тому що герої стрічки житимуть у реальному житті. У проєкті доповідної записки, адресованої дирекції Держкіно, список учасників кіногрупи складався з оператора, листоноші, співробітника карного розшуку, медиків, пожежників та велосипедиста. Крім того, був представлений перелік об'єктів, на території яких планувалося фільмування (піонерський табір, хлібопекарня, спортивний майданчик, пароплав, цвинтар тощо). Перший список Дзиґа Вертов назвав «Замість акторів», а другий — «Замість ательє». Режисер припускав, що «Кіно-око» стане шестисерійною кінохронікою, проте зумів зняти лише перший випуск — «Життя зненацька».
За спогадами Іллі Копаліна, 1923 року в його рідне село Павловське-Лужецьке прибула знімальна група з чотирьох людей. Цей район зацікавив кінематографістів не лише через мальовничі істринські пейзажі, а й тому, що на березі річки розташувався один із перших у СРСР піонерських таборів. «Кіноки», як називали себе гості, запросили місцевих жителів у сільську школу, розповіли про те, що на території Павловського та на його околицях працюватимуть люди з кіноапаратами, і попросили надавати їм максимальну допомогу.
Як розповідав один із засновників піонерського руху в СРСР Борис Кудінов, 1923 року він за завданням Краснопресненського райкому комсомолу працював вожатим табору швейної фабрики «Червона оборона» (рос. Красная оборона). Перш ніж виїхати до місця фільмування, Вертов та адміністратор кіногрупи Кагарлицький зустрілися з Кудіновим у приміщенні кінокомпанії «Культкіно» та докладно розповіли йому про цілі їхньої діяльності. Вертівська група жила в Павловському-Лужецькому і щоранку виїжджала до піонерського наметового містечка. Кінематографісти наполегливо просили, щоб діти та дорослі не звертали на них уваги; фільмування вели у природній атмосфері, без постановних епізодів. Фільм вийшов у прокат 1924 року і отримав премію на Міжнародній виставці в Парижі. Стрічку вважають експериментальною та знятою відповідно до теорії Дзиґи Вертова про «життя зненацька».

## Художні особливості
Одним із новаторських прийомів Дзиґи Вертова, артикульованих у «Кіно-оці» та згодом втілених у картині «Людина з кіноапаратом», було композиційне вибудовування епізодів за законами поезії. Він відмовлявся від жорсткої хронології частин і перемішував сюжети відповідно до власних уявлень про ритм і картинку.
«Кіно-око» наповнено метафорами, створеними за принципом асоціацій. Так, сюжет, що розповідає про зворотний шлях хліба (готовий коровай прямо в пекарні перетворюється спочатку на тісто, потім — у житні колоски, 32:05—38:06), а також епізод про «повернення» туші бика в тварину, що пасуться на лузі (11:03—14:30), покликані показати, що речі та продукти виробляє людина, до якої все зрештою і повертається. Сам режисер пояснював сцени «воскресіння» бика та рух часу у зворотний бік так:
|  | Ця картина являє собою атаку кіноапаратами нашої дійсності і підготовлює на тлі класових та побутових протиріч тему всетворної праці. Розкриваючи походження речей і хліба, кіноапарат дає можливість кожному трудящому наочно переконатися, що всі речі робить він сам, трудящий, а отже, вони йому належать.. |

Дослідники звернули увагу на один із кадрів «Кіно-ока», в якому ракурс зміщений, а тому московська вулиця показана на боці. Кадр знятий оператором Михайлом Кауфманом відповідно до авангардних установок 1920-х років, коли віталися революційні експерименти з камерою та фотоапаратом. Подібні фрагменти, створені для того, щоб «революціонувати… зорове мислення», були властиві основоположнику конструктивізму Олександру Родченку, з яким Вертов та Кауфман мали дружні стосунки, — усі троє були близькими до Лівого фронту мистецтв. Новаторський характер «Кіно-ока» загалом визнали цікавим, хоча кінознавці і через десятиліття після виходу фільму відзначали відсутність внутрішньої логіки при монтажі епізодів та схильність Вертова та Кауфмана до невмотивованих ефектів.

## Відгуки та рецензії
Перший громадський перегляд «Кіно-ока» відбувся 1924 року в московському кінотеатрі «Художній». Прем'єрний показ викликав велику зацікавленість з боку колег Вертова: у залі сиділи представники кінематографічної спільноти, було багато літераторів, а окрім того, прибули мешканці села Павлівське-Лужецьке. Після закінчення перегляду почалося обговорення, яке відбувалося дуже жорстко: критики вертівської концепції розвитку документального кіно не зрозуміли режисерського посилу; промовці говорили, що плівка, видана «кінокам» для фільмування, була витрачена даремно.
Своєрідною відповіддю опонентам Вертова та прихильникам сюжетних фільмів стала замітка у «Правді» (1924, 15 жовтня), написана музичним діячем Борисом Гусманом. У ній він писав про те, що після доопрацювання «Кіно-ока» країна отримає «першу вдалу фільму», яку можна буде показувати робітникам і селянам: «Тут є моменти, які вперше… демонструють наочно стик міста з селом». В іншій публікації Гусман стверджував, що вертівське прагнення поринати в гущу життя і зображати його «без перетворення або інсценування» заслуговує на підтримку. У той же час Борис Євсійович визнавав, що епізоди «Кіно-ока» не мають єднального стрижня, сюжети розрізнені і не пов'язані між собою, тому сприйняття глядача постійно розсіюється.
1925 року стрічка отримала премію на Міжнародній виставці декоративного мистецтва у Парижі.